# 神戸動植物環境専門学校
神戸動植物環境専門学校（こうべどうしょくぶつかんきょうせんもんがっこう）は、兵庫県神戸市にある動物と自然環境に関する専修学校。学校法人神戸学園が運営主体。専門ゼミという形式をとって人材育成にあたる。傘下の専門学校に学校法人神戸学園ハイテックスクールと専門学校アートカレッジ神戸がある。理事長は蒋恵萍。

## 沿革
- 1988年（昭和63年）10月5日 - 神戸パストゥール・バイオ専門学校工業専門課程として認可を受ける
- 1989年（平成元年） -  財団法人ルイ・パストゥール医学研究センターの唯一の提携教育機関として「神戸パストゥール・バイオ専門学校」開校
- 2002年（平成14年） - 専門学校アートカレッジ神戸が学校法人神戸学園に設置者変更し姉妹校と なる
- 2003年（平成15年） - 神戸動植物環境専門学校に改名。生命科学科を設置
- 2007年（平成19年） - 高等課程アニマルサイエンス学科の設置認可を受ける
- 2019年（令和元年） - 神戸動植物環境専門学校に神戸学園水族館 AQATEXTが開館
- 2020年（令和2年） - トリミングスタジオ LIENを設置
- 2022年（令和4年） - 動物看護師学科設置。愛玩動物看護師養成機関として認可受ける

## 所在地
- 兵庫県神戸市東灘区向洋町中1-16

## 設置学科
- 生命科学科
  - ドッグスペシャリストコース
  - スモールアニマルコース
  - アクアスペシャリストコース
  - ワイルドアニマルコース

- 2年次からは専門ゼミで高度な技術を取得
  - トリミングゼミ
  - トレーニングゼミ
  - ショップゼミ
  - 動物看護師ゼミ
  - 動物福祉ゼミ
  - 水族館ゼミ
  - 動物園ゼミ
  - 野生動物ゼミ
  - Kapゼミ
- 動物看護師学科
- 研究科
- 高等課程 アニマルサイエンス学科 動物コース